# Serpmekaya
Serpmekaya (kurd. Alpîran) ist ein Dorf im Landkreis Karlıova der türkischen Provinz Bingöl. Serpmekaya liegt in Ostanatolien auf 1800 m über dem Meeresspiegel, ca. 7 km südlich von Karlıova.
Der Name Alpiran ist beim Katasteramt als ursprünglicher Name registriert.
1985 lebten 624 Menschen in Serpmekaya. 2009 hatte die Ortschaft 781 Einwohner. Zu Serpmekaya gehören die Weiler Yanlızan und Bedran.